# Breuil-le-Vert
 Breuil-le-Vert  es una población y comuna francesa, en la región de Picardía, departamento de Oise, en el distrito de Clermont y cantón de Clermont.

## Demografía
| 960 | 1106 | 1486 | 2127 | 2785 | 2819 |
| Para los censos de 1962 a 1999 la población legal corresponde a la población sin duplicidades (Fuente: INSEE [Consultar]) |      |      |      |      |      |

Los habitantes son llamados Brétuveliers o Brétuvelières